# UFC 218
UFC 218: Holloway vs. Aldo 2 è stato un evento di arti marziali miste tenuto dalla Ultimate Fighting Championship il 2 dicembre 2017 alla Little Caesars Arena di Detroit, negli Stati Uniti.

## Risultati
|                                        | Divisione             |                      |                 |                   | Metodo                                      | Round           | Tempo           | Premio          |
| Card Principale                        | Card Principale       | Card Principale      | Card Principale | Card Principale   | Card Principale                             | Card Principale | Card Principale | Card Principale |
| -------------------------------------- | --------------------- | -------------------- | --------------- | ----------------- | ------------------------------------------- | --------------- | --------------- | --------------- |
| Sfida valida per il titolo di campione | Pesi piuma            | Max Holloway (c)     | batte           | José Aldo         | KO tecnico (pugni)                          | 3               | 4:51            |                 |
|                                        | Pesi massimi          | Francis Ngannou      | batte           | Alistair Overeem  | KO (pugno)                                  | 1               | 1:42            |                 |
|                                        | Pesi mosca            | Henry Cejudo         | batte           | Sergio Pettis     | Decisione unanime (30-27, 30-27, 30-27)     | 3               | 5:00            |                 |
|                                        | Pesi leggeri          | Eddie Alvarez        | batte           | Justin Gaethje    | KO (ginocchiata)                            | 3               | 3:59            | FOTN            |
|                                        | Pesi paglia femminili | Tecia Torres         | batte           | Michelle Waterson | Decisione unanime (30-27, 29-28, 29-28)     | 3               | 5:00            |                 |
| Card Preliminare (Fox Sports 1)        |                       |                      |                 |                   |                                             |                 |                 |                 |
|                                        | Pesi leggeri          | Paul Felder          | batte           | Charles Oliveira  | KO tecnico (gomitate)                       | 2               | 4:06            |                 |
|                                        | Pesi welter           | Yancy Medeiros       | batte           | Alex Oliveira     | KO tecnico (pugni)                          | 3               | 2:02            | FOTN            |
|                                        | Pesi leggeri          | David Teymur         | batte           | Drakkar Klose     | Decisione unanime (30-27, 30-27, 29-28)     | 3               | 5:00            |                 |
|                                        | Pesi paglia femminili | Felice Herrig        | batte           | Cortney Casey     | Decisione non unanime (28-29, 29-28, 29-28) | 3               | 5:00            |                 |
| Card Preliminare (UFC Fight Pass)      |                       |                      |                 |                   |                                             |                 |                 |                 |
|                                        | Pesi paglia femminili | Amanda Cooper        | batte           | Angela Magaña     | KO tecnico (pugni)                          | 2               | 4:34            |                 |
|                                        | Pesi welter           | Abdul Razak Alhassan | batte           | Sabah Homasi      | KO tecnico (pugni)                          | 1               | 4:21            |                 |
|                                        | Pesi mediomassimi     | Dominick Reyes       | batte           | Jeremy Kimball    | Sottomissione (rear-naked choke)            | 1               | 3:39            |                 |
|                                        | Pesi massimi          | Justin Willis        | batte           | Allen Crowder     | KO (pugno)                                  | 1               | 2:33            |                 |

## Premi
I lottatori premiati ricevettero un bonus di 50.000 dollari.
Legenda:
- FOTN: Fight of the Night (vengono premiati entrambi gli atleti per il miglior incontro dell'evento)
- POTN: Performance of the Night (viene premiato il vincitore per la migliore performance dell'evento)